# Ernst Wilhelm Hempel
Ernst Wilhelm Hempel (* 1745 in Altenhain; † 12. April 1799 in Leipzig) war ein deutscher evangelischer Theologe.

## Leben
Ernst Wilhelm war der Sohn des Predigers Johann Daniel Hempel († 1752), der später Pfarrer in Gröbern wurde. Nach dem frühen Tod seines Vaters erhielt er von Privatlehrern Unterricht und kam als Schüler 1762 an die Thomasschule zu Leipzig. Er begann seine Studien an der Universität Leipzig und erwarb dort 1768 den akademischen Grad eines Magisters der Philosophie. In der Folge hielt er Vorlesungen, wurde 1769 Vesperprediger an der Leipziger Paulinerkirche, wurde Baccalaurus der Theologie und Frühprediger an der Universitätskirche. Als einer der versiertesten Lehrer der hebräischen Sprache wurde er 1776 außerordentlicher Professor der Philosophie. 1777 unternahm er eine einjährige Bildungsreise nach England.
1784 wurde er Kollegiat am kleinen Fürstenkollegium in Leipzig. 1787 promovierte er zum Doktor der Theologie. Im selben Jahr wurde er vierter ordentlicher Professor an der theologischen Fakultät. Er wurde 1772 Senior der Meißnischen Nation und rückte 1793 in die dritte Professur der Theologie auf. Damit verbunden übernahm er die Domherrenstelle in Zeitz und das zweite theologische Ephorat der kurfürstlichen Stipendiaten. Hempel hatte sich auch an den organisatorischen Aufgaben der Leipziger Hochschule beteiligt und war im Wintersemester 1793 Rektor der Alma Mater.

## Werke
- Cuinam SS. triuitatis personae, primae an secundae, promulgalio legis praecipue tribuenda sit, ad explicanda quaedam Scr. S. loea. Leipzig 1771
- Diss. de bonae voluntatis ad veritatem recte cognoscendam necessitatep. Leipzig 1771
- De sapientia Dei, quae e multiplici hominum coujunctione, per conjugia in primis oriunda, apparet. Leipzig 1773
- Prima linguae Ebraeae elementa, una cum doctrina de accentibus. Leipzig 1776
- Denuo edidit, et brevem institutionem ad linguam Chaldaicam adjecit. Leipzig 1789
- Progr. de prima indole telluris, ad explicandum locum Gen. I, 2. Leipzig 1776
- Kurze und treue Beschreibung der Kennicotiscben Bibelausgabe. Leipzig 1777
- Diss.inaug.de vera significatione vocabuli semen, ubi de prole Abrahami et Davidis nec non mulieris Gen. III. 15. dicitur, ad explicandas illas promissiones P. I. de prole Abrahami. Leipzig 1787 Part. II. de prole Davidis. Leipzig 1787, Part. III. s. Progr. de prole Mulieris. Leipzig 1787
- De docilitate ad audieudum verbum Dei perquam commendabili, maxime in theologo. Oratio. Leipzig 1787
- Progr. de Deo invisibili. Pars I et II. Leipzig 1790, Pars III —V.  Leipzig  1791
- Progr. de loco Galat. III. 20. Leipzig 1792
- Progr. I - IV: Fidem litteris sacris habendam rationi convenienter postulari. Leipzig 1794